# Culicoides dekeyseri
Culicoides dekeyseri är en tvåvingeart som beskrevs av Jean Clastrier 1958.
Culicoides dekeyseri ingår i släktet Culicoides och familjen svidknott. Inga underarter finns listade i Catalogue of Life.